# Valentin Umbeck
Philipp Valentin Umbeck (* 13. November 1842 in Vallendar; † 4. Februar 1911 in Koblenz) war ein evangelischer Pfarrer und zuletzt Generalsuperintendent der Rheinischen Kirchenprovinz der Evangelischen Kirche in Preußen.

## Leben und Ausbildung
Umbeck wurde als Sohn des Kaufmanns Johann Theodor Umbeck und dessen Frau Henriette, geborene Bastian, geboren. Er hatte noch sechs Geschwister, von denen aber drei bereits im Kindesalter starben. Auch seine Mutter verstarb früh, als er erst zehn Jahre alt war. Er wuchs in der Diaspora im ehemals kurtrierischen Vallendar auf. Getauft wurde er in Bendorf, wohin die wenigen Evangelischen eingepfarrt waren.
Nach dem Besuch der örtlichen Volksschule ging Umbeck auf das Königlich Preußische Gymnasium in Koblenz, wo er 1861 das Abitur ablegte. Danach begann er ein Studium der Theologie an der Universität Halle, das er 1863 mit dem Stipendium Bernardinum an der Universität Utrecht bis 1865 fortsetzte. Er konnte sich (auf Lateinisch) bewerben, weil er als fortgeschrittener Theologiestudent aus der Pfalz kam, zu der auch die Gebiete gehörten, in denen der reformierte Heidelberger Katechismus (Lateinisch: Catechesis Palatina) in Gebrauch war. Unmittelbar nach seinem achten Semester, 1865, bestand er jeweils im Frühjahr das erste und zwei Jahre später das zweite theologische Examen vor dem Konsistorium in Koblenz, jeweils mit der Note „gut“.

## Laufbahn
Zunächst ging Umbeck für drei Jahre in die Lehrerausbildung an der Rettungsanstalt Düsseltal für Waisenkinder, der ein Lehrerseminar für angehende evangelische Volksschullehrer angegliedert war.
1868 wurde er auf die zweite evangelische Pfarrstelle in der Stadt Rees berufen, die mit der Leitung der örtlichen Höheren Bürgerschule verbunden war, und die er in neun Jahren zu neuer Blüte führte. Hier fand er auch seine Ehefrau Regina Jacoba van Randenborgh (1849–1934), die Tochter eines Reeser Kaufmanns, die er 1872 heiratete. Sie gebar ihm insgesamt sechs Kinder, drei Söhne und drei Töchter, allerdings starben zwei Töchter noch im Kindesalter. 1877 übernahm er die Pfarrstelle in Windesheim im Kirchenkreis Kreuznach. Die Kirche wurde (bis 1898) als Simultankirche genutzt. Am 2. Juli 1884 wurde er zum Superintendenten des Kirchenkreises gewählt und auch mehrfach bis 1898 wiedergewählt. Zwei Jahre später verließ Umbeck Windesheim und folgte dem Ruf auf die Pfarrstelle an der Pauluskirche an den Sitz des Kirchenkreises in Kreuznach. 1890 wurde er zum Assessor (im Kirchenbereich: Stellvertreter), 1893 zum Präses der rheinischen Provinzialsynode mit der eindrucksvollen Mehrheit von 87 von 88 Stimmen gewählt. Als der amtierende bereits kränkelnde Generalsuperintendent Wilhelm Baur 1897 unerwartet starb, wurde Umbeck am 6. März 1898 durch Kaiser Wilhelm II., den obersten Kirchenherr, unter Mitwirkung des Evangelischen Oberkirchenrats zum Generalsuperintendenten der Rheinischen Provinzialkirche berufen. Dies Amt mit Sitz in Koblenz füllte er bis zu seinem Tode aus. Er wurde auf dem Hauptfriedhof in Koblenz begraben.

## Wirken

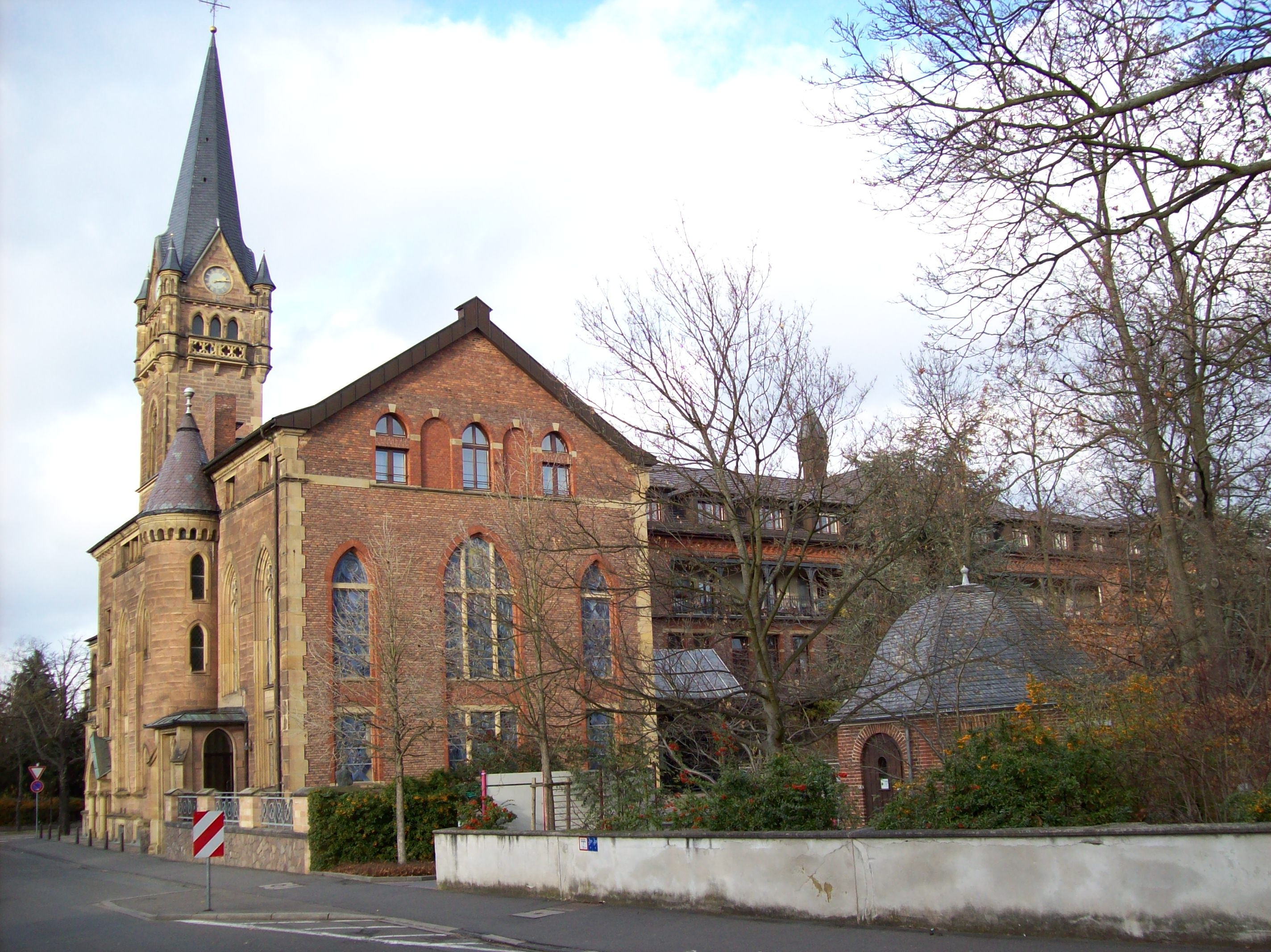
Diakoniekirche und -mutterhaus in Bad Kreuznach

Er betrieb die Neugründung von selbständigen Kirchengemeinden in den durch die industrielle Entwicklung sich entwickelnden Zuzugsgemeinden, sobald die Zahl der Gemeindeglieder das erlaubte. Auch den Neubau von Kirchen – in seiner Amtszeit wurden im Rheinland 88 Kirchen gebaut und oft in seiner Anwesenheit und Mitwirkung eingeweiht – war ihm ein Anliegen und er sorgte für kirchliche und obrigkeitliche Zuschüsse. Die Diakonie war ihm ein besonderes Anliegen. So sorgte er für die Gründung des nach der Kaiserswerther Diakonie zweiten Diakonie-Mutterhauses in seinem Kirchenkreis, der kreuznacher diakonie, deren Einweihung er am 27. Mai 1903 zusammen mit der Anstalts-Kirche vornehmen konnte, und deren Kuratorium er zeitlebens vorsaß. Die in der Inneren Mission zusammenfassbaren Vereine und die anderen vielfältigen kirchlichen Vereinigungen fanden seine Unterstützung, wie zum Beispiel die Evangelische Frauenhilfe in Deutschland, die Missionsgesellschaften, insbesondere die Rheinische Missionsgesellschaft, das Gustav-Adolf-Werk für die Evangelischen in der Diaspora, dazu auch die zeitbedingten Enthaltsamkeits- und Sittlichkeitsvereine. Zu seinen Aufgaben gehörte auch die Mitwirkung bei den Prüfungen der angehenden evangelischen Volksschullehrer als Kommissarius des Konsistoriums in Koblenz. Er gehörte auch als zweiter Vorsitzender dem Kuratorium der Deutschen Kolonialschule Witzenhausen an.

## Ehrungen
1902 erhielt Umbeck den Ehrendoktor der Theologischen Fakultät der Rheinischen Friedrich-Wilhelms-Universität Bonn, den er in urkundlichen Unterschriften und dienstlichen Schreiben – wie üblich – mit D vor seinem Namen nutzte.
1903, anlässlich der Festivitäten in Kreuznach, erhielt er den Kgl. preußischen Kronenorden 2. Klasse verliehen.